# Mr. Lucky
| 전문가 평가                           | 전문가 평가 |
| 평가 점수                             | 평가 점수   |
| 출처                                  | 점수        |
| ------------------------------------- | ----------- |
| AllMusic                              | [ 2 ]       |
| Robert Christgau                      | A−          |
| Entertainment Weekly                  | B−          |
| The Penguin Guide to Blues Recordings | [ 5 ]       |
| Rolling Stone                         | [ 6 ]       |

《Mr. Lucky》는 1991년 미국의 블루스 음악가이자 기타리스트인 존 리 후커의 스튜디오 음반이다. 마이크 카퍼스의 총괄 프로듀싱 아래 라이 쿠더, 로이 로저스, 카를로스 산타나가 프로듀싱한 이 음반에는 키스 리처즈, 블루스 명예의 전당 헌액자 조니 윈터, 로큰롤 명예의 전당 헌액자 세 명, 밴 모리슨, 부커 T. 존스 및 조니 존슨 등의 뮤지션이 참여했다. 또한 한때 키보드로 산타나와 함께 연주했던 체스터 D. 톰슨은 음반에 곡을 공동 작곡했다. 각인 레이블인 클래식 레코드를 포함하여 버진 레코드에서 발매된 《Mr. Lucky》는 빌보드 200에서 101위로 정점을 찍었다.

## 배경
1989년, 존 리 후커는 카를로스 산타나와 보니 레잇을 포함한 음악가들과 짝을 이룬 음반 《The Healer》로 상업적이고 비평적인 성공을 이루었고, 후커는 수록곡 〈In the Mood〉로 그래미 어워드를 공동 수상했다. 《Mr. Lucky》와 함께 프로듀서 쿠더, 로저스 및 산타나는 동일한 성공 공식을 따르며 엇갈린 비판적 리뷰를 받았다. 《롤링 스톤》은 이 음반이 "올라운드... 더 날카로운 핏"으로 전작에 비해 개선된 음반이며, 주목할 만한 게스트들은 "위대한 블루스맨을 위한 슈퍼 사이드맨" 역할을 한다고 칭찬했다. 대조적으로, 《엔터테인먼트 위클리》는 이 음반을 "대부분의 곡들이 후커처럼 들리지 않는" 본질적으로 "헌정적인 음반"이라고 묘사했다. 엇갈린 평가에도 불구하고, 이 음반은 좋은 차트에 올라 1991년 빌보드 200 차트에서 101위에 올랐고, 국제적인 판매 성공을 누렸다. 그래미 어워드 후보에 올랐지만, 수상하지 못했다.

## 곡 목록
모든 곡들은 특별한 언급이 없는 한 존 리 후커에 의해 작사/작곡하였다.
| #   | 제목                       | 작사·작곡                                            | 재생 시간 |
| --- | -------------------------- | ---------------------------------------------------- | --------- |
| 1.  | 〈I Want to Hug You〉      | 후커, 알 스미스                                      | 2:52      |
| 2.  | 〈Mr. Lucky〉              | 후커, 스미스                                         | 4:38      |
| 3.  | 〈Backstabbers〉           | 후커, 스미스                                         | 5:01      |
| 4.  | 〈This Is Hip〉            |                                                      | 3:23      |
| 5.  | 〈I Cover the Waterfront〉 | 조니 그린, 에드워드 헤이먼                           | 6:39      |
| 6.  | 〈Highway 13〉             |                                                      | 6:32      |
| 7.  | 〈Stripped Me Naked〉      | 후커, 베니 리트벨트, 카를로스 산타나, 체스터 D. 톰슨 | 4:18      |
| 8.  | 〈Susie〉                  |                                                      | 4:23      |
| 9.  | 〈Crawlin' King Snake〉    | 민요                                                 | 3:20      |
| 10. | 〈Father Was a Jockey〉    |                                                      | 4:58      |

## 인증
| 국가                       | 인증 | 판매량/출하량 |
| -------------------------- | ---- | ------------- |
| 오스트레일리아 (ARIA)      | 골드 | 35,000^       |
| ^출하량을 기반으로 한 인증 |      |               |